# Euxoa acornis
Euxoa acornis är en fjärilsart som beskrevs av Smith 1895. Euxoa acornis ingår i släktet Euxoa och familjen nattflyn. Inga underarter finns listade i Catalogue of Life.